# Пересека (Волынская область)
Пересека (укр. Пересіка) — село в Турийской поселковой общине Ковельского района Волынской области Украины.
До 2020 года входило в Турийский район.
Код КОАТУУ — 0725584202. Население по переписи 2001 года составляет 105 человек. Почтовый индекс — 44860. Телефонный код — 3363. Занимает площадь 0,644 км².